# Arvika stadsdistrikt
Arvika stadsdistrikt är ett distrikt i Arvika kommun och Värmlands län. Distriktet omfattar de centrala delarna av tätorten Arvika i västra Värmland. 

## Tidigare administrativ tillhörighet
Distriktet inrättades 2016 och utgörs av en del av det område som före 1971 utgjordes av Arvika stad, delen som före 1922 utgjorde staden.
Området motsvarar den omfattning Arvika Östra församling (före 1944 benämnd Arvika stadsförsamling) hade vid årsskiftet 1999/2000.

## Tätorter och småorter
I Arvika stadsdistrikt finns en tätort men inga småorter.

### Tätorter
- Arvika (del av)